# Самчинцы (Хмельницкая область)
Самчинцы (укр. Самчинці) — село в Староконстантиновском районе Хмельницкой области Украины.
Население по переписи 2001 года составляло 442 человека. Почтовый индекс — 31172. Телефонный код — 3854. Занимает площадь 0,145 км². Код КОАТУУ — 6824287301.
Село Самчинцы расположено в 25 км от районного центра, города Староконстантинова, на крутых склонах Волыно-Подольской возвышенности. В своё время в окрестностях села обнаружены поселения эпохи бронзы и Черняховской культуры, несколько курганов и остатки городища древнерусских времен. В селе есть остатки древних укреплений замков. От слова «замок» село и называлось Замчинцы, а позже в устах народа изменилось в Самчинцы. По воспоминаниям людей — название происходит от слова «чинцы», которые умели сами чинить и делать.

## Местный совет
31172, Хмельницкая обл., Староконстантиновский р-н, с. Самчинцы, тел. 94-2-53.